# Эдон (Владимирская область)
Эдон — деревня в Вязниковском районе Владимирской области России, входит в состав Стёпанцевского сельского поселения.

## География
Деревня расположена в 5 км на юг от центра поселения посёлка Стёпанцево и в 33 км на юго-запад от города Вязники.

## История
В конце XIX — начале XX века деревня входила в состав Воскресенской волости Судогодского уезда. В 1859 году в деревне числилось 5 дворов, в 1905 году — 18 дворов.
С 1929 года деревня являлась центром Эдонского сельсовета Вязниковского района, в 1935 — 1963 годах в составе Никологорского района. С 2005 года входит в состав Стёпанцевского сельского поселения.

## Население
| 1859 | 1905 | 1926 | 2002 | 2010 | 2021 |
| ---- | ---- | ---- | ---- | ---- | ---- |
| 47   | ↗63  | ↗441 | ↗714 | ↘650 | ↘493 |

## Инфраструктура
В деревне расположены отделение федеральной почтовой связи, участковый пункт полиции

## Достопримечательности
В деревне находится деревянная Часовня Николая чудотворца (2005-2008)